# Batalla de Croix-des-Bouquets
La Batalla de Croix-des-Bouquets tuvo lugar durante la Revolución Haitiana.

## Batalla
Expulsado de Puerto Príncipe el ejército de mulatos y gente de color libre comandada por Beauvais y Rigaud se reunió en La Croix-des-Bouquets. La llegada de esta tropa provocó un levantamiento de esclavos de la Llanura del Cul-de-Sac. Estaban armados solo con cuchillos, lanzas, azadas y palos de hierro, y su jefe era Yacinth, que solo tenía 21 años. Los esclavos insurgentes se unieron al ejército de Beauvais y Rigaud.
Los colonos blancos decidieron atacar esta concentración el 22 de marzo, los infantes y dragones de la Guardia Nacional de Puerto Príncipe reforzados por destacamentos del Regimiento de Normandía y el Regimiento de Artois fueron al encuentro de los insurgentes. La lucha comenzó en La Croix-des-Bouquets.
El escritor francés Victor Schœlcher del siglo XIX, en su libro sobre la vida de Toussaint Louverture describe lo siguiente de la batalla " A otros se les vio meter los brazos en las bocas de los fusiles para arrancarles las balas de cañón y llamar a sus compañeros, gritando: “Venid, venid; los sostenemos".
Superados en número, los blancos tuvieron que retirarse y replegarse en desorden hacia la capital, según Victor Schoelcher que se basa en los escritos de Thomas Madiou y François Joseph Pamphile de Lacroix , los blancos perdieron más de 100 soldados y los insurgentes tenían 1.200.